# Resolució 1766 del Consell de Seguretat de les Nacions Unides
La Resolució 1766 del Consell de Seguretat de les Nacions Unides fou adoptada per unanimitat el 23 de juliol de 2007. Condemnant una entrada d'armes que continuava amenaçant la pau i la seguretat a Somàlia, el Consell de Seguretat va ampliar el mandat del Grup que va establir el 2004 per supervisar l'embargament d'armes d'aquest país durant sis mesos addicionals.

## Detalls
Mitjançant l'aprovació de la resolució, el Consell va demanar al grup d'experts que continués investigant, en coordinació amb els organismes internacionals pertinents, violacions de la prohibició d'armes, mitjans de transport per armes il·lícites i activitats que generessin ingressos per finançar compres d'armes.
També va demanar al Grup que treballés estretament amb el comitè del Consell sobre l'embargament per elaborar recomanacions per a mesures addicionals per millorar el compliment i per identificar formes en què els Estats de la regió podrien ajudar-se a facilitar l'aplicació del règim de sancions.
L'embargament d'armes es va imposar a Somàlia el 1992, un any després de la caiguda del règim del president Muhammad Siad Barre. El país no ha tingut cap govern nacional que funcioni des d'aleshores i s'ha vist afligit pels combats entre faccions.